# Fèlix Peñarrubia Larrosa
Fèlix Peñarrubia Larrosa   (Gandia, 11 de novembre de 1979) és un ex pilotaire professional valencià anunciat simplement com a Félix de Dénia. Un dels més veterans en actiu fins a la seua retirada l'any 2022, començà jugant a pilota a raspall, i en escala i corda ocupà la posició de mitger. Participà a diversos desafiaments entre mitgers o de mitgers contra rests.
| A.   | competició                   |             | rest               | punter     | adversaris                    |
| ---- | ---------------------------- | ----------- | ------------------ | ---------- | ----------------------------- |
| 2019 | 28a Lliga Bankia             | campions    | De la Vega         | Nacho      | Pere Roc II, Santi i Monrabal |
| 2017 | 26a Lliga professional       | campions    | Pere Roc II        | Monrabal   | Soro III i Javi               |
| 2003 | Circuit Bancaixa             | campions    | Núñez              | Jesús      | Álvaro i Tino                 |
| 2001 | Circuit Bancaixa             | subcampions | León               | Sarasol II | Álvaro i Dani                 |
| 2010 | Super Copa                   | subcampions |                    |            |                               |
| 2017 | 10a Copa Diputació           | campions    | Francés            | ×          | Santi S i Santi F             |
| 2009 | 2a Copa Diputació            | campions    | Soro III           | Héctor     | León, Sarasol i Santi         |
| 2008 | 1a Copa Diputació            | subcampions | Víctor             | Canari     | Álvaro, Jesús i Herrera       |
| 2007 | 5t Mancomunitat de la Ribera | campions    | Pedro              | Oñate II   | Núñez i Dani                  |
| 2015 | 3r Trofeu Mixt Savipecho     | subcampions | Francés            | Hèctor II  | Pere Roc II, Javi i Carlos    |
| 1999 | Lliga Caixa Popular          | subcampions |                    |            |                               |
| 2021 | Trofeu Dénia                 | subcampions | Marc de Montserrat | ×          | Giner i Santi                 |
| 2006 | Trofeu Ciutat de Dénia       | campions    |                    |            |                               |
| 2006 | 1r Trofeu Ciutat de Llíria   | campions    | Mezquita           | Salva      | León i Grau                   |
| 2007 | Trofeu Vila de Benissa       | campions    |                    |            |                               |
| 2007 | Trofeu Hnos. Viel            | campions    |                    |            |                               |
| 2007 | Trofeu Algemesí              | campions    |                    |            |                               |
| 2006 | Trofeu Algemesí              | campions    |                    |            |                               |
| 2006 | Trofeu Ciutat de Sagunt      | campions    |                    |            |                               |
| 2011 | Trofeu Moscatell             | campions    |                    |            |                               |
| 2012 | Trofeu Moscatell             | subcampions |                    |            |                               |

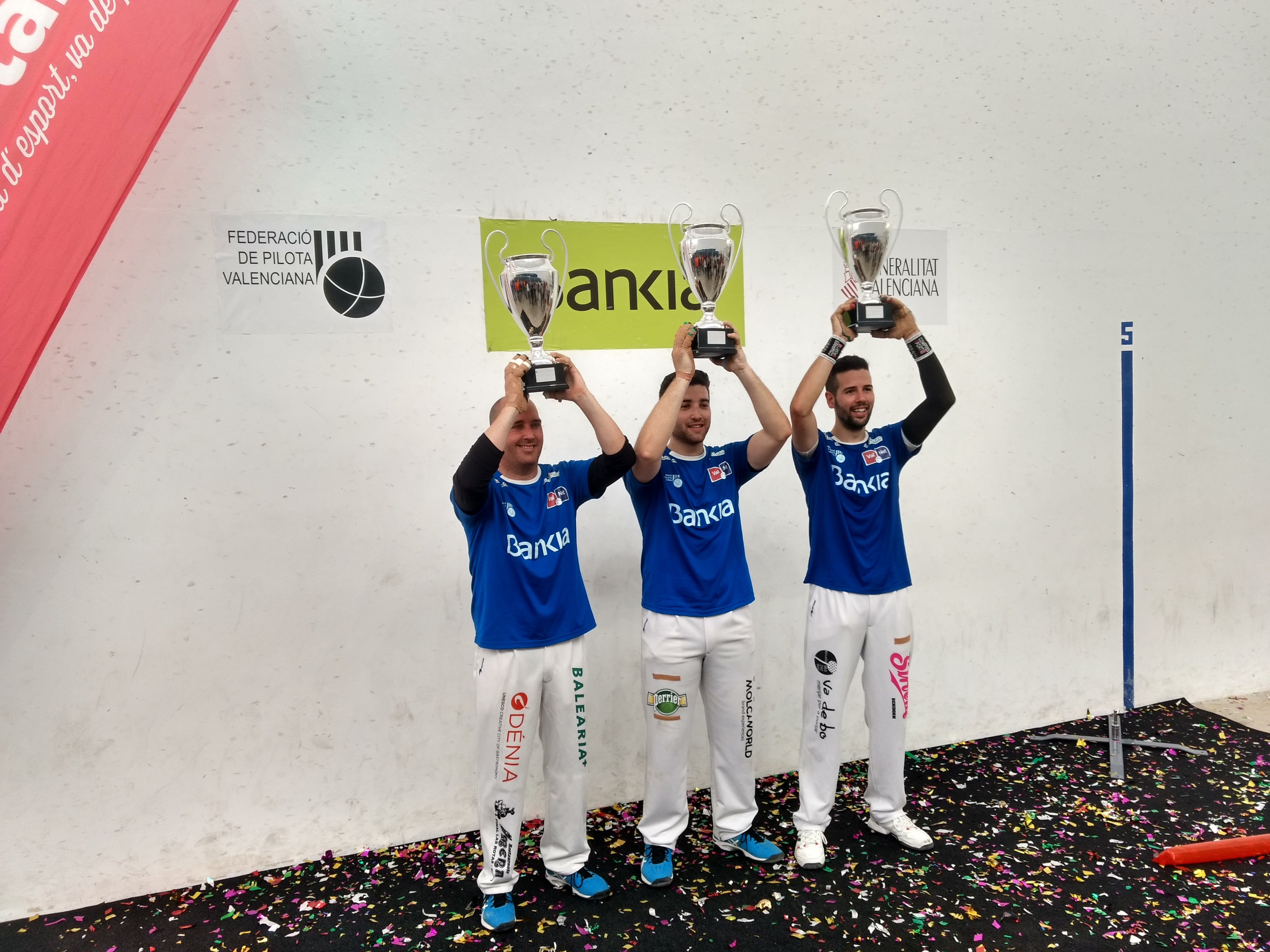
Félix, amb Monra i Pere Roc el 2017

- -     - Subcampió del Trofeu Ciutat de Dénia: 2008
    - Subcampió del Trofeu Ciutat de Llíria: 2009 i 2011

  - Campió del Trofeu Tio Pena de Massamagrell: 2009 i 2011

- - Campió Trofeu Nadal de Benidorm: 2006 i 2007
    - Subcampió del Trofeu Nadal de Benidorm: 2009

  - Campió del Trofeu President de la Diputació de Castelló: 2012
    - Subcampió del Trofeu President de la Diputació de Castelló: 2009 i 2010

  - Campió Trofeu Universitat de València: 2010
    - Subcampió del Trofeu Universitat de València: 2011

  - Subcampió Trofeu Velarte-Mercader de Massamagrell: 2008
  - Campió del Trofeu Vidal: 2008 i 2010
    - Subcampió del Trofeu Vidal: 2009, 2011 i 2012

  - Subcampió del Trofeu Caixa Rural de Vila-real: 2012